# Oldřich Havlík
Oldřich Havlík (25. října 1916 Petřvald – 15. dubna 1942 Boshoven) byl český pilot 311. československé bombardovací perutě a oběť druhé světové války.

## Život

### Před druhou světovou válkou
Oldřich Havlík se narodil 25. října 1916 v Petřvaldu na Novojičínsku jako osmé dítě rodiny Havlíkových. V rodné obci vychodil obecnou školu, v Jistebníku pak školu měšťanskou a v ostravském obchodním domě Brouk a Babka následně vyučil obchodním příručím. V roce 1934 nastoupil prezenční vojenskou službu a v roce 1935 začal studovat na leteckém učilišti v Prostějově. Po jeho dokončení v roce 1937 se stal armádním letcem. Sloužil u leteckého pluku ve Vyškově.

### Druhá světová válka
V říjnu 1938 byla domovská obec Oldřicha Havlíka součástí německého záboru českého pohraničí, v březnu 1939 pak nacistické Německo okupovalo zbytek republiky. V červenci 1939 opustil ilegálně Protektorát Čechy a Morava a přes Polsko, Rumunsko, Bulharsko, Řecko, Turecko, Bejrút a Alexandrii se 12. listopadu 1939 dostal do Marseille. V Agde se přihlásil do zde vznikající československé zahraniční jednotky. Byl zařazen do francouzského letectva a v Bordeaux se přeškoloval na tamní leteckou techniku. Do bitvy o Francii se nezapojil. Po jejím pádu v červnu 1940 se evakuoval do Spojeného království. Zde vstoupil do Royal Air Force a byl zařazen k 311. československé bombardovací peruti. Absolvoval třináct operačních letů. Dne 14. dubna 1942 odstartoval k náletu na Dortmund. Jeho stroj Vickers Wellington Mk.IC Z-1098 KX-U byl během akce poškozen protiletadlovou palbou a následně nad Weertskou čtvrtí Boshoven v Nizozemsku při návratu sestřelen německým nočním stíhačem Siegfriedem Wandamem na letounu Messerschmitt Bf 110. Jednalo se o poslední ztrátu 311. perutě před jejím přechodem od Bomber Command ke Coastal command. Oldřich Havlík zahynul. Dne 16. dubna 1942 byl pohřben na vojenském hřbitově v Eindhovenu - Woenselu. Dosáhl hodnosti rotného.

## Rodina
Bratrancem Oldřicha Havlíka byl stíhací pilot Royal Air Force Jaroslav Hlaváč.

## Posmrtná cenění
- V roce 1947 byl prezidentem republiky udělen Oldřichu Havlíkovi in memoriam Československý válečný kříž 1939
- V roce 1947 byl Oldřich Havlík in memoriam povýšen do hodnosti štábního rotmistra a v roce 1991 do hodnosti plukovníka